# Jean-François Reubell

Jean-François Reubell

Jean-François Rewbell (Colmar, 8 d'octubre del 1747 – Colmar, 23 de novembre del 1807) va ser un polític de la Revolució francesa.

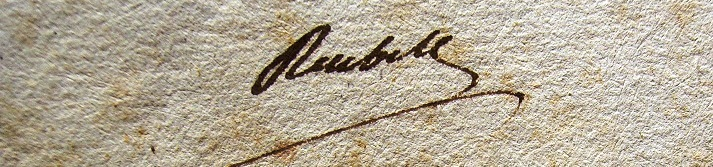
Jean-François Reubell, signatura

Nascut a Colmar, va ser president de l'ordre local d'advocats i el 1789 va ser elegit diputat dels Estats Generals dins del Tercer Estat pel bailliage de Colmar-Schlestadt.
A l'Assemblea Constituent la seva oratòria, coneixement de les lleis i austeritat li va donar molta influència. Era partidari de les reformes de la Revolució, i votà a favor de reformes com la Constitució Civil del Clergat, però s'oposà al reconeixement dels drets dels ciutadans per als jueus alsacians.
El juliol de 1791, Rewbell deixà el club jacobíi s'uní als Feuillants. El setembre d'aquell any exercí les funcions de procureur syndic, i després va ser secretari general del departament de l'Alt-Rhin. Va ser elegit per a la Convenció Nacional el 1792, i fou enviat al Rhineland per defensar-hi la unió d'aquest territori, i d'altres, a França.

## Directori i retir
Va prendre part a la reacció Thermidoriana que va portar a la caiguda de Maximilien Robespierre, i va ser membre dels comitès de la Salut Pública i de la Seguretat general. El 1795 ajudà Emmanuel-Joseph Sieyès en la negociació per la rendició de la República Batava a la República francesa. La seva moderació feu que se l'elegís per al Consell dels 500.
Nomenat membre del Directori francès, el novembre de 1795, en va esdevenir president el 1796; per tant, entrà al Consell dels Ancians. Va ser retirat per una votació el 1799, després d'haver estat fet responsable de les derrotes de les guerres revolucionàries franceses de 1799. Després del cop d'estat de Napoleó Bonaparte del 18 de Brumari es retirà de la vida pública i morí a Colmar.